# Ceaux-en-Loudun
Ceaux-en-Loudun ist eine französische Gemeinde mit 555 Einwohnern (Stand: 1. Januar 2022) im Département Vienne in der Region Nouvelle-Aquitaine (vor 2016 Poitou-Charentes); sie gehört zum Arrondissement Châtellerault und zum Kanton Loudun. Die Einwohner werden Ceauxois oder Ceaussois genannt.

## Geographie
Ceaux-en-Loudun liegt etwa 30 Kilometer nordwestlich von Châtellerault. Umgeben wird Ceaux-en-Loudun von den Nachbargemeinden Marçay im Norden und Nordwesten, Assay im Norden und Nordosten, Pouant im Osten, Maulay im Süden, La Roche-Rigault im Süden und Südwesten, Messemé im Südwesten sowie Sammarçolles im Westen.

## Bevölkerungsentwicklung
| Jahr                      | 1962 | 1968 | 1975 | 1982 | 1990 | 1999 | 2006 | 2013 |
| Einwohner                 | 753  | 648  | 589  | 584  | 596  | 579  | 591  | 604  |
| Quelle: Cassini und INSEE |      |      |      |      |      |      |      |      |

## Sehenswürdigkeiten
- Kirche Notre-Dame (siehe auch: Liste der Monuments historiques in Ceaux-en-Loudun)